# Głażyna
Głażyna – część wsi Czerce w Polsce położona w województwie podkarpackim, w powiecie przeworskim, w gminie Sieniawa, w sołectwie Czerce
W latach 1975–1998 miejscowość położona była w województwie przemyskim.
Głażyna leży przy drodze z Sieniawy do Leżachowa i obejmuje 11 domów. Obok znajduje się Las „Głażyna”, w którym jest cmentarz wojenny z 1915 roku, gdzie spoczywa prawdopodobnie 1056 żołnierzy austro-węgierskich, niemieckich i rosyjskich.

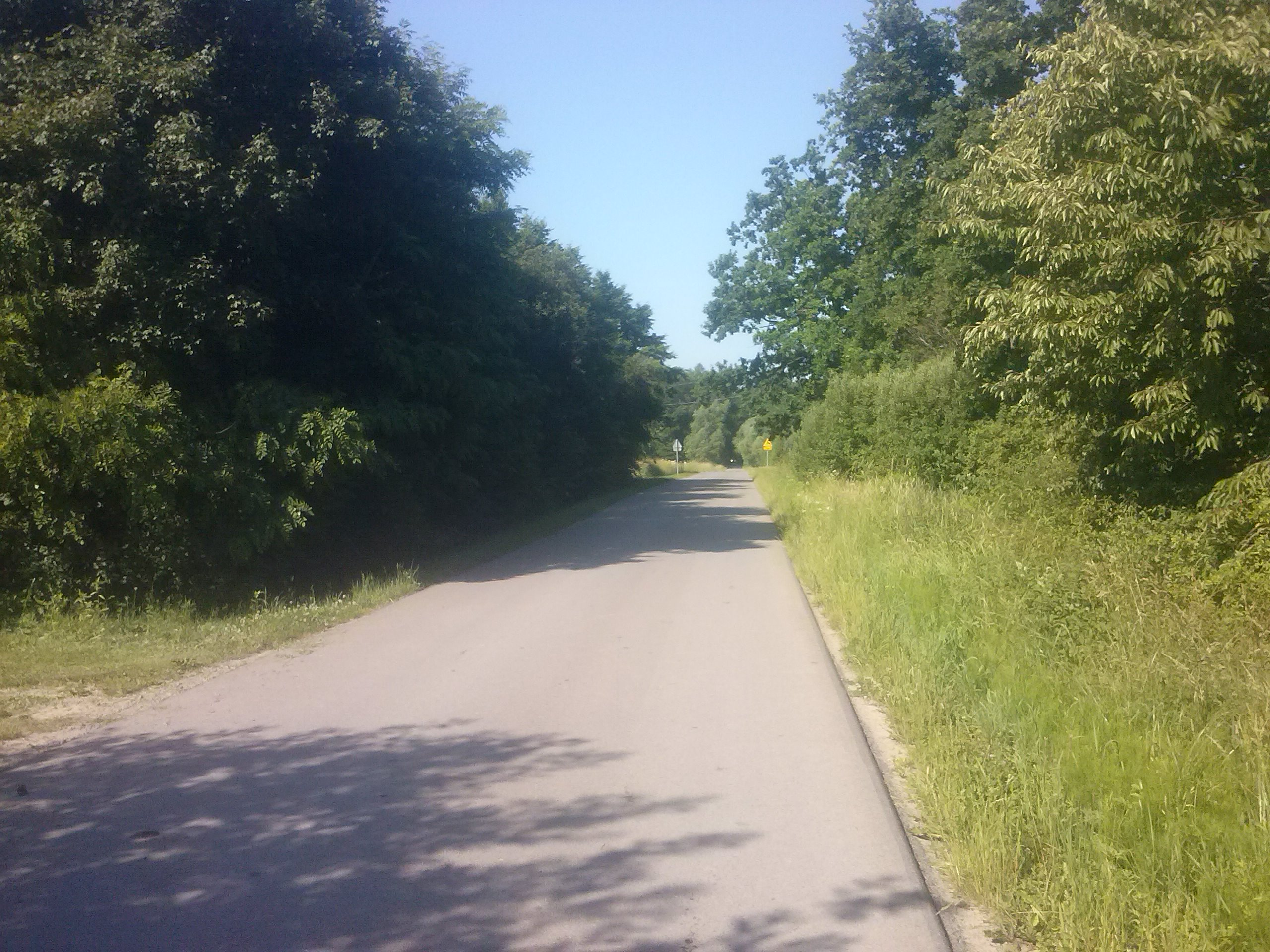
Droga z Czerc do Lasu „Głażyna”
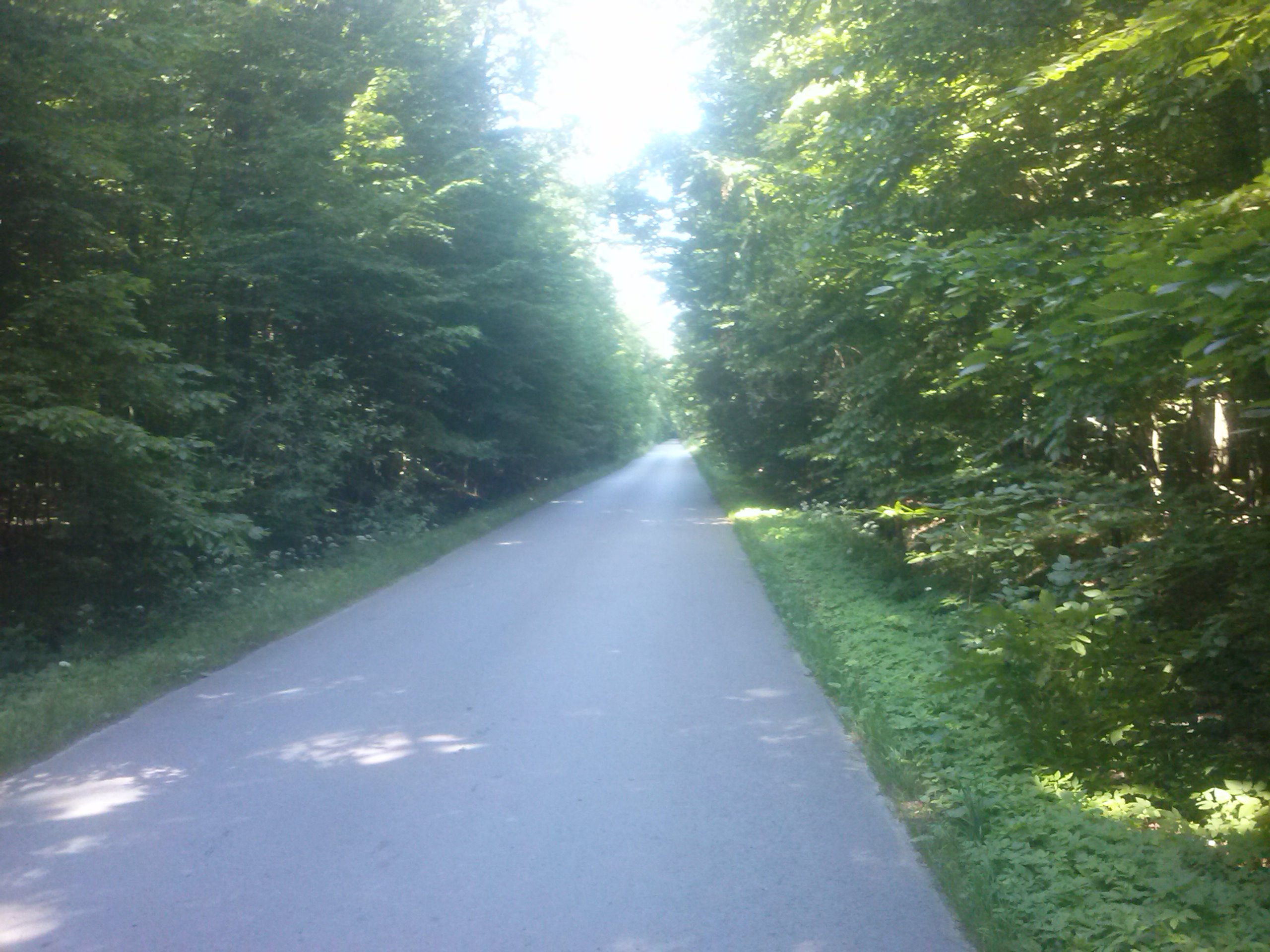
Droga w Lesie „Głażyna” do DW 870 i Leżachowa
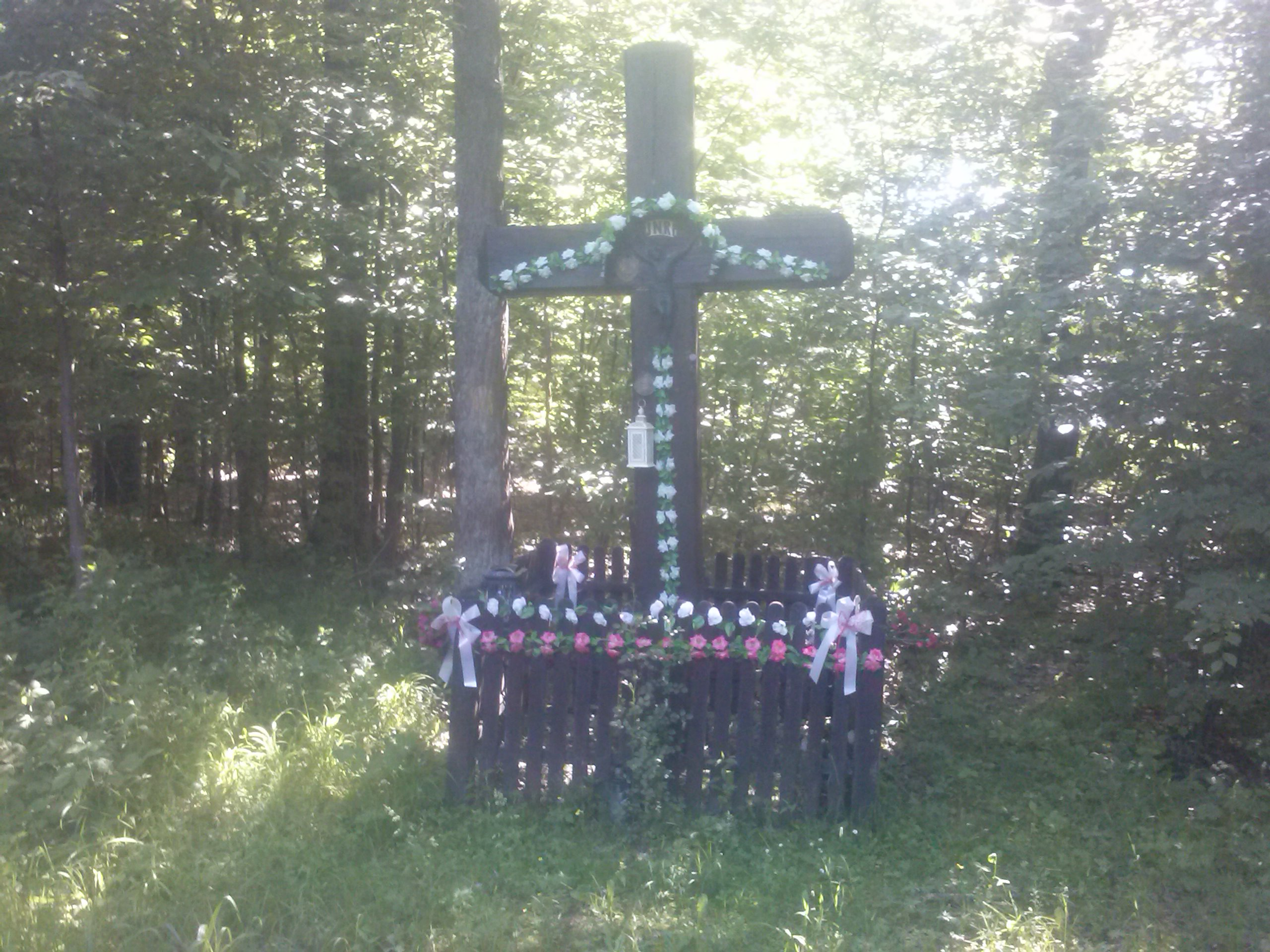
Krzyż przydrożny w Lesie „Głażyna”
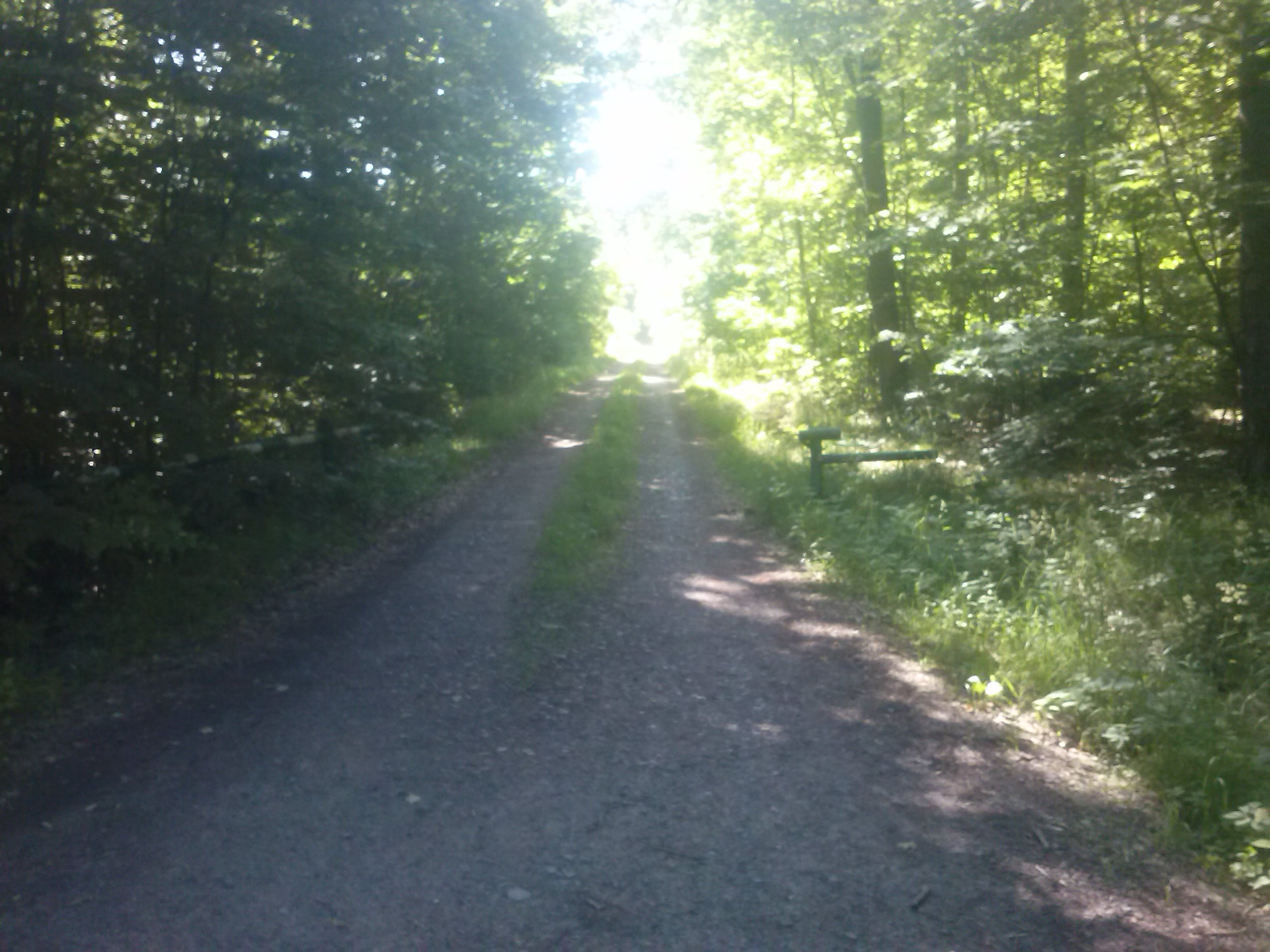
Droga leśna w Lesie „Głażyna”
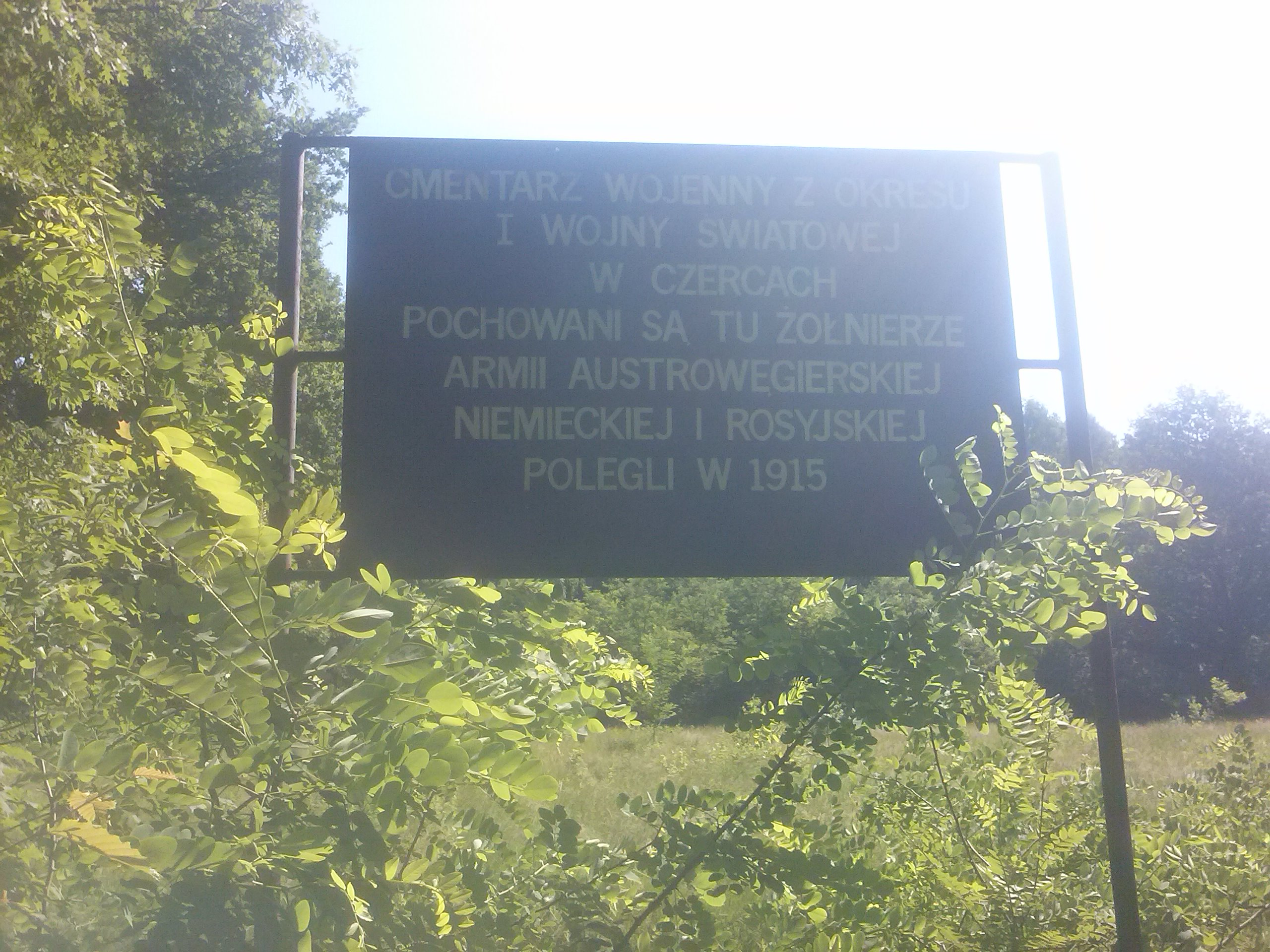
Cmentarz wojenny z 1915, w Lesie „Głażyna”